# سامانتا پراهالیس
سامانتا پراهالیس (انگلیسی: Samantha Prahalis؛ زادهٔ ۲۳ ژانویهٔ ۱۹۹۰) بازیکن بسکتبال اهل ایالات متحده آمریکا است.
از باشگاه‌هایی که در آن بازی کرده‌است می‌توان به فینکس مرکوری و آتلانتا دریم اشاره کرد.
وی در مسابقات کشوری و بین‌المللی در مجموع برندهٔ ۲ مدال طلا شده‌است.